# Kalkulation
Unter Kalkulation (lateinisch calculatio, „Berechnung“) wird allgemein eine Berechnung verstanden, speziell in der Betriebswirtschaftslehre (hier auch Preiskalkulation) dient sie zur Ermittlung und Kontrolle des Preises von Produkten oder Dienstleistungen.

## Allgemeines
Im Vordergrund steht die betriebswirtschaftliche Darstellung der Kalkulation, die zur Klarstellung auch Preiskalkulation genannt wird. Sie ist eine Aufstellung zwecks Ermittlung der Selbstkosten je Leistungseinheit (Produkt oder Dienstleistung) in Form der Kostenpreise, um Angebotspreise festlegen und die Preisfestsetzung kontrollieren zu können. Im Preiswettbewerb dient sie zur Ermittlung der Preisuntergrenze, die bei der langfristigen Preisuntergrenze mit den Selbstkosten identisch ist. Erst die Kalkulation ermöglicht es dem Unternehmer, die Preisgrenze seiner Preise kennenzulernen.
Konkret handelt es sich bei dieser Kalkulation um eine Kostenträgerstückrechnung, wobei die Kostenträger (Produkte oder Dienstleistungen) und deren Stückkosten im Vordergrund stehen.

## Grundlagen

### Begrifflichkeiten
Im Rechnungswesen dient die Kalkulation
- der Ermittlung der Stückkosten von Produkten, Dienstleistungen oder eines Halbfabrikates (Kostenträgerstückrechnung);
- der Ermittlung der Produktionskosten pro Rechnungsperiode (Kostenträgerzeitrechnung);
- der Ermittlung des Brutto- und Netto-Verkaufspreises abhängig von Vertriebskanal und Kundenrabattgruppe.

Dabei kann unterschieden werden zwischen der „Vorkalkulation“ in der Planungsphase und der „Nachkalkulation“ nach Abschluss aller Produktions- bzw. Handels- und Vertriebsprozesse. Die Abweichungen aus Vor- und Nachkalkulation sollten interpretiert werden und ins Kosten-Controlling und die Preisgestaltung zurückfließen. Hinzu kommt besonders bei längerfristigen Aufträgen die „Zwischenkalkulation“, mit ihr prüft man, ob sich die Kosten im Rahmen der Vorkalkulation halten; sie erfüllt also eine „Überwachungsfunktion“.

### Kostenträgerrechnung
Die Kostenträgerrechnung beantwortet im Wesentlichen die Frage, wofür die Kosten in einem Unternehmen angefallen sind. Die Kostenträgerrechnung, die aus der sogenannten „Kalkulation“ (siehe unten) und aus der Leistungsrechnung (siehe unten) besteht, dient der Ermittlung der Herstellungs- und Selbstkosten pro Stück der von einem Unternehmen erstellten Produkte; zum anderen werden mit ihr bei der kurzfristigen Erfolgsrechnung das periodenbezogene Betriebsergebnis ermittelt. Wesentlich behilft man sich dabei mit der Verwendung des Begriffs des Kostenträgers. Es handelt sich entweder um betriebliche, absatzfähige Leistungen (d. h. sogenannte Marktleistungen) oder innerbetriebliche Leitungen (oder Aufträge oder Kunden, für die Kosten angefallen sind), welche die in einem Unternehmen angefallenen Kosten tragen müssen.
Marktleistungen können die in den Verkauf gehenden Fertigerzeugnisse ebenso wie die auf Lager / Halde produzierten unfertigen oder fertigen Erzeugnisse sein. Innerbetriebliche Leistungen können beispielsweise im Betrieb eigens gebaute Maschinen oder Vorrichtungen zur Erreichung eines bestimmten Betriebsziels in der Produktion sein.
In den Unternehmen werden häufig folgende Kostenträger definiert:
- Endprodukte oder Endproduktgruppen,
- Dienstleistungen (etwa Beratungs- oder Serviceleistungen),
- Aufträge (individuelle Produkte oder Projekte),
- Kunden.

Während „Endprodukte und Endproduktgruppen“ und „Dienstleistungen“ durch Kostenträgerstückrechnung und Kostenträgerzeitrechnung abgedeckt werden, gibt es für „Aufträge“ und für „Kunden“ gesonderte Kalkulationsverfahren.

## Arten
Nach Ziel und Zweck der Kalkulation lassen sich folgende Arten unterscheiden:
| Merkmal                                 | Kalkulationsart                                                                           | Anmerkungen |
| --------------------------------------- | ----------------------------------------------------------------------------------------- | --- |
| Kalkulationszeitpunkt                   | Vorkalkulation Zwischenkalkulation Nachkalkulation                                        | Vorkalkulation findet vor dem Produktionsprozess statt, Zwischenkalkulation wird bei langer Produktionsdauer zum Zwecke der Bilanzierung oder zwecks Disposition durchgeführt, Nachkalkulation findet nach dem Produktionsprozess statt |
| Wirtschaftszweige                       | Bankkalkulation Baukalkulation Handelskalkulation Industriekalkulation Prämienkalkulation | bei Kreditinstituten in der Bauwirtschaft im Handel in der Industrie und verwandten Branchen bei Versicherungsunternehmen |
| Einprodukt- oder Mehrproduktunternehmen | Individualkalkulation Mischkalkulation                                                    | Einproduktunternehmen führen nur Individualkalkulationen durch Mehrproduktunternehmen können sowohl Individual- als auch Mischkalkulationen anwenden                                                                                    |

Günter Wöhe unterscheidet folgende Kalkulationsverfahren:

### Vorkalkulation
In der Vorkalkulation wird der Angebotspreis auf der Grundlage eines aus der Vergangenheit ermittelten Kostensatzes ermittelt. Sie beruht auf den aus der Plankostenrechnung stammenden Plankosten und wird bei Eingang einer Anfrage, einem Auftrag (Kundenauftrag) oder einer Bestellung erstellt.

### Nachkalkulation
Die Nachkalkulation berechnet nach der Produktion eines Kostenträgers (Produkt/Dienstleistung) oder am Ende einer Rechnungsperiode, ob die in der Vorkalkulation kalkulierten Kosten auch in der Höhe tatsächlich angefallen sind. Dazu bedient sie sich der Istkosten, die sich aus der Kosten- und Leistungsrechnung ergeben.

### Zwischenkalkulation
Die Zwischenkalkulation (oder „mitlaufende Kalkulation“) gibt es bei langer Produktionsdauer (wie im Anlagen- und Schiffsbau). Sie stellt eine Nachkalkulation für den bereits abgeschlossenen Produktionsprozess und eine Vorkalkulation für die noch erforderlichen Produktionsprozesse dar.

### Vertriebskalkulation
Eine Kalkulation im Vertrieb ermittelt als progressive Kalkulation die Angebotspreise; die Kalkulation bei der Beschaffung vom Lieferanten ist eine retrograde Kalkulation der Nachfragepreise.
Zudem differenziert die Kostenrechnung danach, ob Kosten tatsächlich angefallen sind (pagatorische Kosten) oder lediglich fiktiv berücksichtigt werden müssen (kalkulatorische Kosten).

## Kostenträgerstückrechnung
Die sogenannte „Kalkulation“ ist eine Rechnung der Kosten je Leistungseinheit (d. h. je Einheit einer betrieblichen Leistung). Sie dient der Ermittlung des Stückerfolgs in einem Unternehmen. Kernstück der sogenannten „Kalkulation“ ist die Kostenträgerstückrechnung, in der die im Unternehmen angefallenen Kosten für bestimmte Kostenträger errechnet werden.
Zweck der Kostenträgerstückrechnung
Der Zweck der Kostenträgerstückrechnung besteht in der Ermittlung der Selbstkosten je Leistungseinheit ebenso wie der Herstellkosten je Leistungseinheit der in einem Unternehmen erstellten Produkte.
Bei der Produktkalkulation werden die Selbstkosten pro Produkteinheit errechnet. Daraus lässt sich unter anderem das erforderliche Volumen bestimmen, d. h. wie oft ein Produkt zu bestimmten Konditionen verkauft werden muss, damit es rentabel ist. Dies wird mit Hilfe einer Break-even-Analyse berechnet.
Auch können durch Produktkalkulation mögliche Rationalisierungeffekte (Kosteneinsparungen) in der Abwicklung bei der Verschmelzung von Produkten festgestellt werden.
Rechenverfahren der Kostenträgerstückrechnung
(1) Divisionskalkulation
Bei der einfachen Divisionskalkulation werden die gesamten Kosten durch die Ausbringungsmenge (produzierte Stückzahl oder geleistete Einheiten Dienstleistung) dividiert, um so den Kostenanteil je Einheit zu berechnen. Auf Grund dieser Basis kann die weitere Kalkulation (Gewinnzuschlag, Kundenskonti, Kundenrabatte) vorgenommen werden. Diese Kalkulationsmethode ist nur dann sinnvoll anwendbar, wenn die Kosten für genau ein Produkt oder genau eine Dienstleistungsart bestimmt sind (Einproduktunternehmen).
(2) Divisionskalkulation mit Äquivalenzziffern
Kalkuliert man Produktionen mit ähnlichen Produkten (z. B. ein Basisprodukt in verschiedenen Größen) oder Dienstleistungen, so muss man davon ausgehen, dass sich die Kostenanteile je Kostenträgereinheit bei den einzelnen Produktvarianten unterscheiden.
Um diesen Unterschied zu bestimmen, weist man den einzelnen Varianten Verhältniszahlen (Äquivalenzziffern) zu, die Kostenverhältnisse widerspiegeln sollen (z. B. 1 kg Brot = 1 → 2 kg Brot = 2 ohne Rücksicht auf unterschiedliche Backzeiten). Dabei kann es sein, dass mehrere Faktoren in die Verhältniszahlen einfließen müssen (z. B. Mengen, Zeitbedarf, Zusatzstoffe usw.)
Rechnerisch bestimmt man nun mittels eines gewogenen arithmetischen Mittelwerts die Kostenanteile:
- Dazu multipliziert man die Produktionsmenge jedes einzelnen Produkts mit seiner Äquivalenzziffer zu sogenannten Recheneinheiten, deren Summe man bestimmt.
- Anschließend bestimmt man den Kostenanteil je Recheneinheit, indem man die Gesamtkosten durch die Summe der Recheneinheiten dividiert.
- Dieses Ergebnis wird nun mit den einzelnen Äquivalenzziffern multipliziert und man erhält den Kostenanteil für je ein Stück jeder Produktvariante.

(3) Zuschlagskalkulation
Die Zuschlagskalkulation wird bei der Einzel- und Serienfertigung angewandt, d. h. für jedes einzelne Produkt (Auftrag) bzw. für jede Serie muss eine gesonderte Kalkulation durchgeführt werden. Voraussetzung für die Zuschlagskalkulation sind die Kostenarten- und die Kostenstellenrechnung.
Die Einzelkosten werden aus der Kostenartenrechnung übernommen und direkt den Kostenträgern zugeordnet. Die Gemeinkosten werden aus der Kostenartenrechnung übernommen, in der Kostenstellenrechnung auf die Kostenstellen verteilt und mit Hilfe von Zuschlagssätzen indirekt den Kostenträgern zugeordnet (z. B. mit dem Betriebsabrechnungsbogen).

## Kostenträgerzeitrechnung
Die sogenannte „Leistungsrechnung“ aus der Kosten- und Leistungsrechnung ist eine sogenannte Ergebnisrechnung und dient der Ermittlung des Betriebserfolgs. Kernstück der „Leistungsrechnung“, die die betrieblichen Leistungen (d. h. hauptsächlich Produkte, die in einem Unternehmen hergestellt werden, und Dienstleistungen) erfasst, ist die Kostenträgerzeitrechnung, die das Augenmerk auf das einzelne Produkt richtet. Im Rahmen der Kostenträgerzeitrechnung werden die Produktionskosten eines Produkts für die einzelne Rechnungsperiode ermittelt.

### Ermittlung der Herstellkosten und des Verkaufspreises
Die Vor- und Nachkalkulation und eventuell Zwischenkalkulation haben in der Auftrags- und Serienfertigung eine unterschiedliche Bedeutung. Sie sind wichtige Kontrollinstrumente in der Kostenrechnung.
Die Vorkalkulation dient in der Serienfertigung während der Einführungsphase neuer Produkte zur Berechnung der Herstellungskosten und des Verkaufspreises. Ist ein Produkt erst einmal eingeführt, kann man sich oft auf die Nachkalkulation beschränken. In der Auftragsfertigung und in Lohnbetrieben kommt der Vorkalkulation eine hohe Bedeutung zu. Sie dient als individuelle Basis für den Angebotspreis jedes einzelnen Angebotes.
Die Nachkalkulation dagegen dient der Überprüfung der bereits abgeschlossenen Aufträge und der allgemeinen Kalkulationsgrundlagen für künftige Angebotskalkulationen.
Vor- und Nachkalkulation werden in der Regel nach demselben Kalkulationsschema erstellt. Allerdings ist man bei der Vorkalkulation auf gewisse Annahmen und Erfahrungszahlen angewiesen, während bei der Nachkalkulation die echten, das heißt die erfassten, Werte verwendet werden können.

#### Kalkulation von Brutto- und Netto-Verkaufspreisen eines Produkts
Die Kalkulation eines Verkaufspreises ist (in der Regel) nicht präzise zu beschreiben, da dies bei fast jedem Unternehmen unterschiedlich gehandhabt wird.
Beispiel
Ausgehend von einem Fabrikabgabepreis (FAP) – zu dem das Unternehmen seine Handelsware oder seine Rohstoffe einkauft – werden unter Umständen verschiedenste Rabatte abgezogen. Dies können Mengenrabatte, Artikelrabatte, Werbekostenzuschüsse usw. sein. Es entsteht so in der Folge ein Nettoeinkaufspreis. Dieser stellt den echten Einkaufspreis dar und dient nun als Basis für die Berechnung oder Kalkulation des Verkaufspreises.
Die einfachste Rechenmethode ist: Nettoeinkaufspreis plus Kalkulationszuschlag gleich Verkaufspreis. In vielen Unternehmen (besonders Filialunternehmen) wird aber abhängig von der Lage, Mitbewerbern usw. der Wert des Kalkulationszuschlages wieder relativiert, indem man diverse Kriterien aufnimmt.
In Großunternehmen, bei denen zahlreiche Kostenarten vielen Kostenträgern zugeordnet werden müssen, wird versucht, durch den Einsatz von Standardsoftwaremodulen, wie beispielsweise integrierten Enterprise-Resource-Planning-Systemen, diesem Problem beizukommen. Standardsoftware hat aber auch Nachteile wie z. B. Komplexität, Anpassungsaufwand und die Abhängigkeit vom Anbieter der Standardsoftware. Auch branchenspezifische Standardsoftware ist am Markt vorhanden, wie z. B. für Automotive.

## Kalkulation in Form von Geschäftssparten
Für den Fall, dass Unternehmen in Geschäftssparten organisiert sind und für jede Geschäftssparte separate Bilanzen erstellt werden, ergeben sich Kalkulationen für einzelne Geschäftssparten (Geschäftsspartenkalkulation). Sind die Geschäftssparten auf besondere Eigenständigkeit hin organisiert und werden deren Geschäftserträge separat auf Profitabilität bewertet, so ist die Organisationsstruktur dafür das Profitcentermodell. Entsprechend wird eine Kalkulation danach als „Profitcenterkalkulation“ bezeichnet.

### Profitcenterkalkulation
Bei der Profitcenterkalkulation spielen die mitarbeiterbezogene Detaillierung (welche begrenzt ist) und die Kosten der Abteilungsleitung eine Rolle.

## Investitionskostenvergleichsrechnung
Mit Hilfe der Investitionskostenvergleichsrechnung sollen betriebswirtschaftliche Entscheidungen für zwei oder mehrere Entscheidungsalternativen getroffen werden. Hierbei werden besonders entscheidungsrelevante Unterschiedskosten kalkuliert, wobei die Höhe der Arbeitskosten ein wesentlicher Faktor bei der betriebswirtschaftlichen Preisgestaltung ist. Neben der Darstellung aller Mehr- oder Minderkosten zwischen den Entscheidungsmöglichkeiten können auch Differenzen auf der Leistungsseite in der Kalkulation aufgenommen werden.

## Kalkulationsverfahren

### Verfahren der Kostenträgerstückrechnung
Divisionskalkulation
Äquivalenzziffermethode
Zuschlagskalkulation
Kuppelproduktkalkulation

### Mischkalkulation
Die Mischkalkulation (oder Ausgleichskalkulation) soll alle Marktpotenziale dadurch ausnutzen, dass in einem Mehrproduktunternehmen einzelne Produkte mit unterschiedlichen Gewinnspannen oder Margen kalkuliert werden, wodurch einige Produkte mit niedrigeren (Ausgleichsnehmer) und andere Produkte mit höheren Spannen (Ausgleichsträger) als die Durchschnittsspanne versehen werden.

### Quersubventionierung
Die Quersubventionierung ist die Subventionierung eines mit Verlust verkauften Produktes/Dienstleistung durch ein anderes, mit Gewinn verkauften Produkt/Dienstleistung.

### Externe und interne Kalkulation
Ferner kann zwischen der internen und externen Kalkulation unterschieden werden. Die externe Kalkulation ist die eigentliche Preiskalkulation, während die interne Kalkulation die Preise für die innerbetriebliche Leistungsverrechnung ermittelt.

## Kalkulationsformen in verschiedenen Wirtschaftszweigen
Die Eigenheiten zwischen verschiedenen Wirtschaftszweigen werden in spezifischen Betriebslehren untersucht und wirken sich auf die Kalkulation aus.
Bankkalkulation
In der Bankkalkulation werden je nach Bankgeschäft drei Preisarten kalkuliert, Zinsen, Provisionen und Bankgebühren:
| Produktgruppe             | Bankgeschäfte                       | Marktpreis |
| ------------------------- | ----------------------------------- | --- |
| Zinsgeschäft              | Einlagengeschäft Kreditgeschäft     | Habenzins Kreditzins |
| Finanzkommissionsgeschäft | Wertpapiergeschäft Wertpapierhandel | Provisionen |
| Indifferenzgeschäft       | Zahlungsverkehr Beratung Inkasso    | Bankgebühren: Bearbeitungsgebühren, Buchungspostengebühren, Depotgebühren, Kontoführungsgebühren Beratungsgebühren Inkassogebühren |

Die Höhe der Zinsen und Provisionen ist betragsabhängig, Bankgebühren werden dagegen betragsunabhängig erhoben.
Baukalkulation
Die Baukalkulation der Bauwirtschaft befasst sich mit der Kalkulation der Baukosten innerhalb der vorgesehenen Bauzeit. Dabei hat sich für die Kostenträgerrechnung in der Bauwirtschaft der Terminus „Kalkulation“ durchgesetzt. Arten sind die Angebotskalkulation, Auftragskalkulation, Arbeitskalkulation, Zwischenkalkulation, Nachkalkulation und Nachtragskalkulation.
Handelskalkulation
Die Handelskalkulation des Handels berücksichtigt die Handlungskosten, wobei die progressive Kalkulation ausgehend von den Selbstkosten und dem erstrebten Gewinn den Verkaufspreis ermittelt, während die retrograde den Stückerfolg ermittelt:
```
   
Progressive Kalkulation
                 
retrograde Kalkulation

   
Einstandspreis
                          
Verkaufspreis

   + 
Selbstkosten
                          - 
Selbstkosten

   + 
Gewinnspanne
                          - 
Einstandspreis

   = 
Verkaufspreis
                         = 
Gewinnspanne
```

Im Handel wird auf den Einstandspreis der Kalkulationszuschlag als Marge erhoben und so der Listenverkaufspreis ermittelt.
{\displaystyle {\text{Kalkulationszuschlag}}={\frac {{\text{Nettoverkaufspreis}}-{\text{Einstandspreis}}}{\text{Einstandspreis}}}\cdot 100\,\%}.
Im Einzelhandel wird anstelle des Nettoverkaufspreises der Bruttoverkaufspreis in die Formel eingesetzt. Veränderungen des Einstandspreises können aus verändertem Einkaufspreis, aber auch aus einer Änderung der Bezugs- und Nebenkosten oder der erhaltenen Preisnachlässe resultieren. Erhöht eine Beschaffungsquelle ihren Verkaufspreis (= Einkaufspreis für das beschaffende Handelsunternehmen), so erhöht sich hierdurch – unter sonst gleichbleibenden Bedingungen – der Einstandspreis und umgekehrt. Das gilt auch für die Bezugs- und Nebenkosten und die erhaltenen Preisnachlässe.
Die Handelsspanne wiederum bezieht sich prozentual auf den Verkaufspreis und nicht auf den Einstandspreis:
{\displaystyle {\text{Handelsspanne}}={\frac {{\text{Nettoverkaufspreis}}-{\text{Einstandspreis}}}{\text{Nettoverkaufspreis}}}\cdot 100\,\%}.
Änderungen des Einstandspreises wiederum wirken sich – bei konstant bleibender Handelsspanne – in der Preiskalkulation auf den Verkaufspreis aus, es kommt zu Überwälzungseffekten.
Industriekalkulation
Die Industriekalkulation umfasst schwerpunktmäßig die Äquivalenzziffermethode (bei Kuppelproduktion), Deckungsbeitragsrechnung, Divisionskalkulation (bei mehrstufiger Massenproduktion) und Zuschlagskalkulation.
Prämienkalkulation
Als Prämienkalkulation (oder Beitragskalkulation) wird im Versicherungswesen eine Kalkulation bezeichnet, die der Ermittlung der für die Gewährung des Versicherungsschutzes benötigten Versicherungsprämien dient. Die Prämienkalkulation ist die systematische Ermittlung und Kalkulation von Versicherungsprämien und stellt eine Kombination von versicherungsmathematischen Berechnungen für die Risikoprämie und betriebswirtschaftlichen Überlegungen für die Ertragskomponente dar.

## Wirtschaftliche Aspekte
Die Kalkulation bildet die Grundlage für die Preispolitik eines Unternehmens. Mit der Kalkulation kann die Preisuntergrenze ermittelt werden, die im Markt mit hoher Wettbewerbsintensität von Bedeutung sein kann. Die kurzfristige Preisuntergrenze entspricht in der Kalkulation den variablen Kosten und den Sondereinzelkosten der Fertigung.
Kalkulationen können in den seltensten Fällen vollständig präzise sein, denn Unsicherheiten (Verteilungsschlüssel für Gemeinkosten, künftiger Auslastungsgrad, Plankostenrechnung) sind integraler Bestandteil einer Kalkulation. Im Hinblick auf den Wettbewerb kann eine Kalkulation den Beschäftigungsgrad berücksichtigen (Grenzkostenkalkulation) oder wie erwähnt die langfristige oder kurzfristige Preisuntergrenze ermitteln.